# 約翰·羅斯福

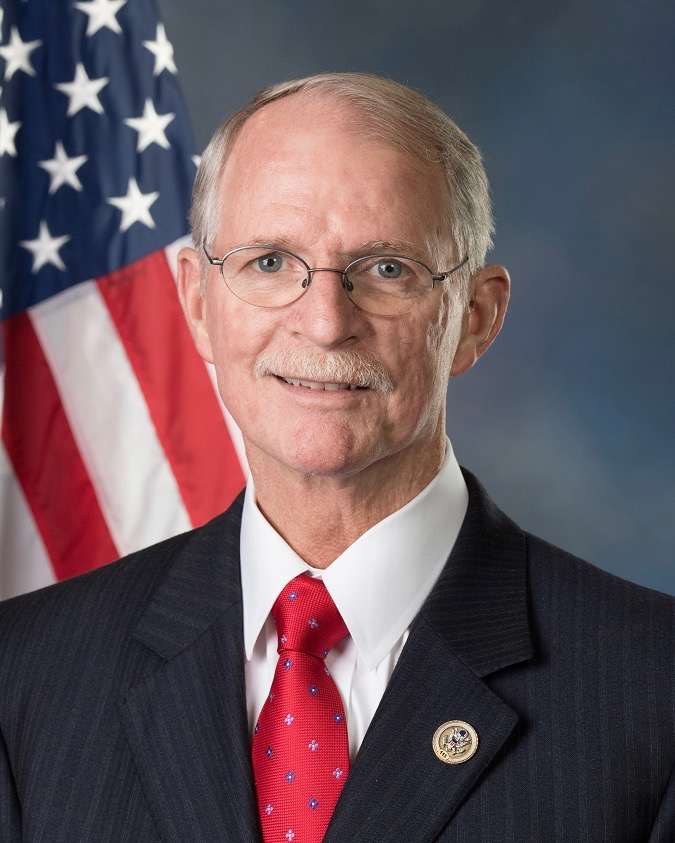

約翰·羅斯福（John Rutherford，1952年9月2日—）是美國佛羅里達州的一位共和黨政治家。2016年，他當選為佛羅里達第4國會選區的美國眾議院議員。在從政之前他是傑克遜維爾的警察。